# Szabados György (zongoraművész)
Szabados György (Budapest, 1939. július 13. – Nagymaros, 2011. június 10.) Kossuth-díjas zeneszerző, zongoraművész, dzsessz-zenész.

## Életpályája
Édesanyja ismert zenepedagógus volt, már a háború előtt a Kodály-módszer első követői közé tartozott. A mama révén nagy karmesterek (Kleiber, Klemperer) próbáin is jelen lehetett.
Improvizáló tehetsége már gyermekkorában megmutatkozott, már ekkor virtuóz rögtönzéseket mutatott be a zongorán. A középiskola befejezése után – édesapja kérésére – az orvosi egyetemen folytatta tanulmányait, és 1963-ban orvosi diplomát szerzett a Semmelweis Orvostudományi Egyetemen, ami művészi életének jelentős részében biztos hátországot, megélhetést biztosított számára. Közben magánúton folytatta zenei tanulmányait. A jazz világa hamar megfogta, első nyilvános koncertjét 1955-ben adta, majd 1963-ban játszotta első, kizárólag improvizatív szólóestjét a Dália Jazz Klubban. Politikai okokból azonban sokáig nem kaphatott szélesebb nyilvánosságot: kizárólag kis klubokban léphetett fel.
1972-ben kvintettje (Jávori Vilmos, Kimmel László, Ráduly Mihály, Vajda Sándor) megnyerte a San Sebastian-i Nemzetközi Jazzverseny nagydíját free kategóriában. A következő évben megjelentette első lemezét Esküvő címmel. Ez a felvétel bekerült a The Essential Jazz Records című könyv második kötetébe is, mint a moderntől a posztmodernig tartó időszak 250 legfontosabb albumának egyike. Sajnos azonban a San Sebastian-i versenyprogram hazai előadása az Erkel Színházban botrányba fulladt, ezért továbbra sem kapott lehetőséget rá, hogy koncertjei nagyobb nyilvánosságot kapjanak. A klubok mellett főleg egyetemeken lépett fel. 1975-ben saját kortárs zenei műhelyt alapított a Kassák Klubban, ezt 1988-ig vezette. Ezzel egy olyan zenei-filozófiai iskola alapjait rakta le, amely többek között Dresch Mihályt és Grencsó Istvánt is elindította a pályáján.
Az 1980-as években, a politikai légkör enyhülése után, alkalma nyílt rendszeres külföldi turnék szervezésére és több új lemezfelvétel elkészítésére, folyamatos alkotói munkára. 1988-ban megalapította a Magyar Királyi Udvari Zenekart (MAKUZ), amely együttesre írt kompozícióinak első számú megszólaltatója lett. Megalapította még ugyanebben az évben a Szabad Zene Nyilvánossága (SZAZEN) klubot is. 2000-ben a zenekara Roscoe Mitchellel közreműködve mutatta be Jelenés című művét, amely a honfoglalás millecentenáriumának alkalmára készült.
Munkásságát több díjjal tüntették ki: 1983-ban Liszt-díjat, 1995-ben Neufeld Anna-emlékdíjat, 2000-ben Magyar Művészetért díjat és Szabó Gábor életműdíjat, 2004-ben a Magyar Köztársaság Érdemrend Lovagkeresztje kitüntetést, 2006-ban Aracs Főnix-díjat, 2011-ben pedig Kossuth-díjat kapott. 71 éves korában, hosszan tartó betegeskedés után hunyt el.

## Művészete
Szabados leginkább szólóban, vagy saját együtteseivel koncertezett, de emellett több híres zenésszel is fellépett. Többek között Anthony Braxton, Roscoe Mitchell, Peter Kowald, Johannes és Connie Bauer, Fran van Hove, Evan Parker, Jiří Stivín, Ernst-Ludwig Petrovsky, Klenyán Csaba és Vlagyimir Taraszov volt a partnere egy-egy fellépés erejéig.
Komponált balettet Markó Iván részére, táncoperát Nagy József inspirációjára, históriás éneket 1956 emlékére, kantátát Babits Mihály verseire, film- és szertartászenét, vonószenekari darabot, és persze számos zongoradarabot és kamarazenei kompozíciót. A zeneszerzés mellett rendszeresen publikált zenei írásokat is. Zeneszerző, zongoraművész és zeneíró volt egy személyben. Az improvizatív kortárs zene Európa-szerte legismertebb alakja volt, akinek zenei alkotói módszerét a kompozíció és a szabad improvizáció harmóniája, illetve a jazz erős hatása jellemezte. Művészetének jelentősége elsősorban abban áll, hogy az 1960-as évek első felében egyszerre nyitott az Észak-amerikai free és avantgárd törekvések, valamint a magyar népzenei gyökerek irányába.
1962–1963-ban ő adta az első free jazz koncerteket Budapesten, amelyek egyrészt meglepték a zenei életet, másrészt szokatlan harmónia- és ritmusvilágukkal, illetve spontán érzelmi hatásukkal új teret nyitottak a magyar jazzéletben, és szinkronban voltak a nemzetközi jazzélet avantgárd törekvéseivel. Elképzelései szétfeszítették az akkori jazzformák és stílusok kereteit. Szabados a rubato jellegű magyar népdal és a Bartók zenéjéből ismert keleti ritmusvilágra építette zenei nyelvezetét, ami a műfaj új dimenzióit tárta fel, és egy erősen kontrollált, de nagy improvizációs lehetőségű muzsikáláshoz vezetett.
Számos zenész körnek és művészi kezdeményezésnek volt az elindítója, vagy a meghatározó alakja. Saját együttese és zeneműhelye mellett ilyen volt a Kassák Klub, a Fonó Budai Zeneház, vagy a GyőrFree egyesület.

## Méltatása
Kőbányi János az Adytonról
„A cím kettős jelentése metsző pontossággal világítja meg nemcsak a mű, de Szabados gondolatvilága, művészi törekvései lényegét is. Ady neve az újkori magyar történelem legprogresszívabb gondolati irányait és útjait fémjelzi; a 'mi a magyar' sors és identitás legszenvedélyesebb és ugyanakkor leggyötrőbb-mélyebb kereséseit, meghatározás kísérleteit, – az Adyton másik értelme: (Hamvas Béla filozófus Pathomos III. című könyvéből került a darab címéül ez a fogalom a 'legrémesebb szentélyt' jelent.
A mű első szabad, asszociatív tétele az örök emberi vágyat várakozásteli hangulatot, feszültséget intonálja, amely a közösségre találásra, a nagy közösségi rítusra; az ÜNNEP megélésére, az abban való teljes részvételre irányul. A középső rész minden hangja, ritmusa között, megkomponált: maga a szertartás ünnep; a keresett harmónia. A harmadik tétel ismét a szabad improvizációnak nyit teret; himnikus szárnyalása a megtalált harmóniát, a lélek felszabadult békéjét, a megtisztulás feloldódás fenséges méltóságát hirdeti.”

## Hang és kép
- Három film a Mediawawe weblapján
- Jazzportré II. Archiválva 2021. március 23-i dátummal a Wayback Machine-ben
- Portré
- Elfelejtett ének Archiválva 2021. július 9-i dátummal a Wayback Machine-ben

## Diszkográfia
- B-A-C-H élmények (Modern Jazz Anthology 64) Qualiton LPX 7279-80
- Az esküvő (1975) Hungaroton – SLPX 17475 (A számok szerzője Szabados György. Az Improvitazio kivételével előadónként is jegyzi a lemezt. Az említett számot a Szabados Quartet adja elő, melynek további tagjai: Kathy Horváth Lajos, Kőszegi Imre és Vajda Sándor)
  - Az esküvő (1974), Improvisatio (1974), Miracle (1973), Szabó Irma vallatása (1973)
- Szabados Jazz (1980)
- Debreceni Dzsessznapok'81 (1982) Hungaroton – SPLX 17706
  - (A/2) Ballada (Szerző és előadó)
- Hungarian Jazz History 8.–Szabados György (1982) Hungaroton – HCD 71094
- ADYTON (1983) Krém – SPLX 17727 (A számok szerzője Szabados György. Az előadó a Szabados Trió, melynek további tagja: Faragó "Kázmér" Antal és Vajda Sándor)
  - ADYTON (További közreműködők: Lakatos Antal, Dresch Mihály, Fekete István és Körmendy Ferenc), Világpor,[4] Tánczene
- Szabados György – Anthony Braxton (1985) Szabraxtondos Krém SLPX 17909
  - Dance of Reanimation, Commendation to Our Women, Lament, Szabraxtondos II.
- A szarvassá vált fiak (1989) Krém SLPX 37215
- A Boldogasszony völgye (harangok)
  - Harangok, Zarándok út, Üzenet, Aracs, Boldogasszony völgye, Fohász
- Szabados György és a Makuz: Homoki Zene Adyton 005 (1991)
- A szent főnixmadár dürrögései Adyton 004 (1992)
- Szabados Trio: Elfelejtett énekek (1992) Fonó Records FA 12-01
- Szabados György–Roscoe Mitche: Jelenés (Revelation) (1998) Fonó Records FA-038-2
- Az események titkos története (1999) Fonó Records FA-068-2
- Az idő múlása (2000) November Music 2002
- Mákó Miklós–Szabados György: A szépség szíve (2004) Fonó Records FA-213-2
- Anthony Braxton–Szabados György–Vlagyimir Taraszov: Triotone (2005) Leo 416
- Szabados György és az Új Dimenzió Műhely: Elégia 1956 Logos (2006)
- Szabados Szextett: Baltás zsoltár (2007) Győrfree Műhely/Harmónia (orig. 1973)
- Szabados György és a Makuz: Készülődés a csatára (2007) Győrfree Műhely/Harmónia (orig. 1987)
- Szabados György: Boldogasszony földje (Harangok) (Bells: The Land of Boldogasszony) BMC Records (2008) BMC CD 130
- Szabados György–Léandre Joëlle: Live at Magyarkanizsa BMC Records (2010) BMC CD 183

## Filmzenék
- Örökmozi (rendező: Tóth János, 1982)
- Nagyapáti Kukac Péter mennybemenetele (rendező: Bicskei Zoltán, 2000)
- Az ember, aki nappal aludt (rendező: Szabó László, 2003)

## Kötetei
- Szabados György–Váczi Tamás: A zene kettős természetű fénye; Magvető, Bp., 1990 (JAK füzetek)
- Írások, 1-3.; szerk. Boda László, Fülöp Péter; B.K.L., Szombathely, 2008–2015
  - 1. Tanulmányok, esszék; 2008
  - 2. Versek; 1965–2011; 2011
  - 3. Beszélgetések, interjúk; 2015
- Szabados; vál., szerk., ill. Bicskei Zoltán; MMA, Bp., 2019

## Díjak, kitüntetések
- 1983: Liszt Ferenc-díj
- 1995: Neufeld Anna-emlékdíj
- 2000: Magyar Művészetért díj
- 2000: Szabó Gábor életműdíj
- 2004: A Magyar Köztársasági Érdemrend lovagkeresztje
- 2006: Aracs Főnix-díj
- 2009: Párhuzamos Kultúráért díj[5]
- 2010: Nagymaros díszpolgára
- 2011: Kossuth-díj